# Seaford, New York
Seaford är en ort (census-designated place) på Long Island i Nassau County i delstaten New York, USA. Större delen av orten tillhör kommunen Hempstead och en mindre del tillhör kommunen Oyster Bay.